# Ryuto Otake
Ryuto Otake (大竹 隆人 Otake Ryuto?, nacido el 29 de junio de 1988 en Tokio) es un futbolista japonés que se desempeña como centrocampista.

## Trayectoria

### Clubes
| Club              | País  | Año         |
| ----------------- | ----- | ----------- |
| FC Machida Zelvia | Japón | 2011 - 2016 |
| Fujieda MYFC      | Japón | 2017 -      |

## Estadística de carrera

### J. League
| Club              | Año   | J. League | J. League | Copa J. League | Copa J. League | Total | Total |
| Club              | Año   | Part.     | Goles     | Part.          | Goles          | Part. | Goles |
| ----------------- | ----- | --------- | --------- | -------------- | -------------- | ----- | ----- |
| FC Machida Zelvia | 2012  | 6         | 0         | -              | -              | 6     | 0     |
| FC Machida Zelvia | 2014  | 25        | 1         | -              | -              | 25    | 1     |
| FC Machida Zelvia | 2015  | 17        | 0         | -              | -              | 17    | 0     |
| FC Machida Zelvia | 2016  | 6         | 0         | -              | -              | 6     | 0     |
| Fujieda MYFC      | 2017  | 28        | 3         | -              | -              | 28    | 3     |
| Total             | Total | 82        | 4         | 0              | 0              | 82    | 4     |